# Петров, Виктор Валентинович
Виктор Валентинович Петров (14 января 1947, Москва — 16 июня 2014, там же) — советский и российский художник-постановщик и педагог. Заслуженный художник Российской Федерации (1992).

## Биография
Виктор Петров родился 14 января 1947 года в Москве.
В 1964 году окончил МСХШ при институте им. Сурикова.
Выпускник художественного факультета ВГИКа (мастерская Г. А. Мясникова и М. А. Богданова) (1972).
С 1971 года Виктор Петров — художник на киностудии «Мосфильм». Сотрудничал с режиссёрами Сергеем Бондарчуком, Виктором Титовым, Элемом Климовым, Павлом Чухраем, Игорем Масленниковым, Леонидом Квинихидзе, Никитой Михалковым, Николаем Лебедевым и другими.
Преподавал на художественном факультете ВГИК. Был профессором, заведующим кафедрой мастерства художника фильма.
Член Российской Академии кинематографических искусств «Ника».
Участвовал в многочисленных коллективных выставках художников театра и кино.
Умер 16 июня 2014 года в Москве. Похоронен на Троекуровском кладбище.

## Награды, звания и премии
- 1979 — Всесоюзный кинофестиваль — приз «За лучшее изобразительное решение» (фильм «Отец Сергий»)
- 1981 — Медаль «За трудовую доблесть»
- 1981 — премия МОСХа
- 1986 — Всесоюзный кинофестиваль — приз «За лучшее изобразительное решение» (фильм «Иди и смотри»)
- 1992 — Заслуженный художник Российской Федерации — за заслуги в области киноискусства[3]
- 1998 — номинация на премию «Ника» за лучшую работу художника (фильм «Вор»)
- 2013 — номинация на премию «Золотой орёл» за лучшую работу художника-постановщика (фильм «Шпион»)
- 2013 — Орден Дружбы — за большие заслуги в развитии отечественной культуры и искусства, многолетнюю плодотворную деятельность[4]
- 2014 — номинация на премию «Золотой орёл» за лучшую работу художника-постановщика (фильм «Легенда № 17»)[5]

## Фильмография
1. 1971 — Ехали в трамвае Ильф и Петров (совм. с Ю. Фоменко)
2. 1973 — Каждый день доктора Калинниковой (совм. с Ю. Фоменко)
3. 1974 — Дорогой мальчик (совм. с Ю. Фоменко)
4. 1975 — Здравствуйте, я ваша тётя!
5. 1977 — Степь (совм. с Ю. Фоменко)
6. 1978 — Отец Сергий (совм. с Ю. Фоменко)
7. 1979 — Прилетал марсианин в осеннюю ночь
8. 1981 — Отпуск за свой счёт (совм. с Ж. Чергери)
9. 1981 — Шляпа
10. 1982 — Прощание
11. 1983 — Мэри Поппинс, до свидания!
12. 1985 — Иди и смотри (совм. с Элеонорой Семёновой)
13. 1988 — Верными останемся
14. 1992 — Женщина в море
15. 1995 — Московские каникулы
16. 1996 — Научная секция пилотов (совм. с С. Гудилиным и В. Гудилиным)
17. 1997 — Вор
18. 1998 — Без обратного адреса
19. 1998 — Что сказал покойник
20. 2000 — 24 часа
21. 2001 — Львиная доля
22. 2003 — Бульварный переплёт
23. 2004 — Дети Арбата
24. 2005 — Охота на изюбря
25. 2007 — На пути к сердцу
26. 2007 — 12
27. 2007 — Ниоткуда с любовью, или Весёлые похороны
28. 2008 — Тени Фаберже
29. 2012 — Шпион
30. 2013 — Легенда № 17 (совм. с В. Травинским)